# Péninsule de Mouraviov-Amourski
La péninsule de Mouraviov-Amourski (en russe : Полуостров Муравьёва-Амурского) est une péninsule de l'Extrême-Orient russe, qui partage en deux le golfe de Pierre-le-Grand, formant la baie de l'Amour au nord-ouest et la baie de l'Oussouri au sud-est. 
La péninsule a environ 30 km de longueur et 12 km de largeur. Elle reçut le nom du comte Nikolaï Mouraviov-Amourski. La ville de Vladivostok se trouve à l'extrémité de la péninsule. Au sud-ouest, le Bosphore oriental la sépare de l'île Rousski.